# Eunidia subsimilis
Eunidia subsimilis är en skalbaggsart som beskrevs av Stefan von Breuning 1960. Eunidia subsimilis ingår i släktet Eunidia och familjen långhorningar. Inga underarter finns listade i Catalogue of Life.